# Mezzegra
Mezzegra är en ort och frazione i kommunen Tremezzina i provinsen Como i regionen Lombardiet i Italien. 
Mezzegra upphörde som kommun den 4 februari 2014 och bildade med de tidigare kommunerna Lenno, Ossuccio och Tremezzo den nya kommunen Tremezzina. Den tidigare kommunen hade 1 023 invånare (2013).